# 保加利亞美國大學
保加利亞美國大學是位於保加利亞布拉戈耶夫格勒的私立大學，建立在保加利亞人民共和國結束後的1991年，為東南歐提供美國式博雅教育的第一所學府。
一大部分建校資金來自開放社會基金會以及美國國際開發署。

## 知名校友
- 葉夫根尼·莫羅佐夫

## 外部連結
- 中歐大學

## 學校網頁
- 學校網頁（页面存档备份，存于）